# Polyblastus peckae
Polyblastus peckae är en stekelart som beskrevs av Henry Keith Townes, Jr. 1949. Polyblastus peckae ingår i släktet Polyblastus och familjen brokparasitsteklar. Inga underarter finns listade i Catalogue of Life.